# Odyneropsis foveata
Odyneropsis foveata är en biart som först beskrevs av Adolpho Ducke 1907.  Odyneropsis foveata ingår i släktet Odyneropsis och familjen långtungebin. Inga underarter finns listade i Catalogue of Life.